# Fabia Eudoxia
Eudoxia (c. 580 – 13 de agosto de 612), originalmente llamada Fabia, fue una mujer bizantina, que llegó ser la emperatriz consorte de Heraclio desde 610 hasta su muerte 612. De acuerdo con Teófanes el Confesor, era hija de Rogas, terrateniente del exarcado de África.

## Emperatriz
Su nombre era Fabia. Fue prometida a Heraclio cuando este vivía en el exarcado, en ese momento dirigido por el padre de Heraclio, Heraclio el Viejo.
Heraclio inició una revuelta contra Focas en 608. En 610, Focas consiguió secuestrar a Fabia y su suegra Epifania en circunstancias desconocidas; tras esto las mantuvo en cautividad en el monasterio "Nea Metanoia" (Nuevo Arrepentimiento) para convencer a Heraclio de no atacar Constantinopla, aunque ambas mujeres consiguieron recuperar su libertad por la facción "verde". Ellas fueron entregadas a Heraclio en Kalonymos, mar de Marmara, lo que le dio libertad para continuar con sus planes de asalto. Los excubitores decidieron apoyar a Heraclio, de modo que pudo entrar en la capital sin resistencia; de este mismo modo Heraclio se convirtió en emperador el 5 de octubre de 610, el mismo día que se casó con Fabia. La emperatriz tomó el nombre de Eudoxia y fue titulada Augusta.

## Muerte
Eudokia murió el 13 de agosto de 612 a causa de un ataque epiléptico, según Chronographikon syntomon, por Nicéforo de Constantinopla. De acuerdo con Nicéforo, en su funeral hubo un incidente que reveló el aprecio del pueblo hacia ella: Una criada escupió por su ventana justo cuando la procesión funeraria pasaba por su ventana, haciendo que su saliva llegara a la túnica de la emperatriz, cuyo ataúd aún estaba abierto; debido a esto la multitud se ofendió y capturó a la muchacha y la castigaron a morir en la hoguera.
Eudoxia fue enterrada en la Iglesia de los Santos Apóstoles.  Heraclio se casó con su propia sobrina, Martina.

## Hijos
Eudoxia y Heraclio tuvieron dos hijos:
- Eudoxia Epifanía, nacida el 7 de julio de 611. Fue nombrada Augusta el 4 de octubre de 612.
- Heraclio Constantino, quien se convirtió en el emperador Constantino III. Nacido, el 3 de mayo de 612. Nombrado coemperador el 22 de enero de 613.